# Правописна транскрипција
Правописна, ортографска или практична транскрипција је прилагођено преношење гласова из једног језика у други, то јест, прилагођено писање личних имена и географских појмова (ређе апелатива) из одређеног језика у неки други језик. Код транскрипције се записивање таквих имена симболима циљног језика врши према правилима која су нормирана Правописом.
У случају српског језика, регулаторно тело које се између осталог бави транскрипцијом јесте Одбор за стандардизацију српског језика, како кроз непосредно пружање помоћи, тако и кроз Правопис српскога језика у издању Матице српске. Сама правила преноса страних речи односе се на имена људи и називе насеља, река и осталих географских одредница. Апелативи (опште именице) се у циљном језику користе у облику у ком су записане у компетентним речницима страних речи и израза, а само се за новије речи, које још нису забележене у речницима, употребљава транскрипциони модел из Правописа.

## Историја
Историја транскрипције је богата. Смишљајући прво писмо за словенске језике (глагољицу око 863), Ћирило и Методије су прилагођено писали грчка имена. Сем што су избацили слова тета, пси и кси, они су створили праксу деклинационог прилагођавања класичних назива. Тако, на пример, они за Словене нису били Кирилос и Методиос (према грч. Κύριλλος και Μεθόδιος), већ Ћирил и Методиј (за јужне), односно Кирил и Мефодиј (за остале).
Данас у српском постоји знатан број речи из језика других народа са којима су Срби директно или индиректно долазили у контакт. Неке од тих речи су се потпуно изједначиле са домаћима, па их ни матерњи говорници више не препознају као стране, док се друге и поред дугогодишње употребе још увек чине таквим. Стране речи се свакодневно употребљавају и поред препорука лингвиста да се избегавају када постоји домаћи еквивалент.
Људска и географска имена су у почетку превођена. Поједини називи су се одомаћили, па се употребљавају и данас. Тако, на пример, постоје Беч (Вин), Рим (итал. Roma; Рома), Солун (грч. Θεσσαλονίκη; Тесалоники). Неки су застарели, па се Венеција веома ретко назива Млеци. Људска имена нису дословно превођена (нпр. Stella у Звездана), већ су прилагођавана. Тако је, на пример, енглеска краљица Елизабета I до краја Другог светског рата била позната као Јелисавета I. Поједини преведени називи су и данас у употреби, као што су Јован без Земље и Ђорђе I Грчки (не Џон и Георгиос). Преводе се и имена папа, као и нека руска (рус. Пётр, Лев — Петар, Лав).

## Правила
Правопис српског језика прилагођено писање имена из страних језика и уобличавање речи из међународне лексике обрађује од 160. до 250. стране, од 195. до последње, 291. тачке. Тако се ово штиво може поделити на више издвојених делова — начелни приступ (т. 195—197), закључну препоруку (т. 291) и посебно издвојена правила:
| - транскрипција са класичних језика (т. 189—194) - транскрипција са словенских језика (т. 198—200) - транскрипција са албанског језика (т. 201—203) - транскрипција са арапског и персијског језика (т. 204—206) - транскрипција са енглеског језика (т. 207—215) - транскрипција са италијанског језика (т. 216—217) - транскрипција са јапанског језика (т. 218) - транскрипција са кинеског језика (т. 219—230) - транскрипција са мађарског језика (т. 231—235) - транскрипција са немачког језика (т. 236—238) | - транскрипција са пољског језика (т. 239—242) - транскрипција са португалског језика (т. 243—245) - транскрипција са румунског језика (т. 246—248) - транскрипција са руског језика (т. 249—251) - транскрипција са скандинавских језика (т. 252—265) - транскрипција са словачког језика (т. 266—267) - транскрипција са француског језика (т. 268—275) - транскрипција са холандског језика (т. 276—280) - транскрипција са чешког језика (т. 281—284) - транскрипција са шпанског језика (т. 285—290) |

Иако за многе светске језике правила не постоје, за неке у правопису необрађене правила су успостављена током историје или се врше претежно преко језика посредника. Првој групи припада транскрипција са турског језика, док у другу групу спадају многи турскијски, монголски и други језици из којих називи долазе понајвише преко широко распрострањеног руског језика. У оквиру класичних језика посебно је обрађен и пренос новогрчких имена.
Није необично ни постојање одступања од претходно утврђених правила. Такви се облици називају укорењенима и треба их разликовати од превода и егзонима. То су примери код којих се јасно разликује облик унутар норме од онога насталог применом правила. Примери би били Шекспир (уместо Шејкспир), Лондон (Ландон), Глазгов (Глазгоу), Едмунд Халеј (Едмонд Хали), Исак Њутн (Ајзак Њутон), Вашингтон (Вошингтон).
Додатно, често долази до одступања од једначења сугласника по звучности, па тако постоје облици Вашингтон (не Вашинктон), Бангкок (Банкок), Питсбург (Пидзбург), Хонгконг (Хонконг). У именима из свих језика већином се једначе фрикативи с, з, ш и ж (нпр. Инзбрук за  ), док се у словенским именима изједначавају и остали сугласници (нпр. Ратко за буг. Радко). Ван норме је и једначење назала по месту творбе (нпр. Истамбул уместо правилног неизједначеног Истанбул).
Понекад се у језику устали на било који начин неправилан назив (у нескладу са транскрипционим правилима), али се то током времена исправи. Такви примери јесу Лос Анђелес (после најмање пола века Лос Анђелоса) и Стокхолм (дуже време Штокхолм). За додатне појединости по питању прилагођавања, видети увод у транскрипцију имена.

## Изворно
Начелни приступ чини предочавање историје транскрипције, али и елементи који се употребљавају при преносу имена из свих у правопису обрађених и необрађених језика. Први на реду су начини представљања страних имена у српском тексту. Постоје два начина — прилагођено и изворно писање, примењиво само за латиничка имена. Немогућност писања ћириличких имена у изворном облику објашњава се међусобним одаљавањем дотичних језика, те самим тим малом разумљивошћу изворног записа.
Ако је текст писан ћирилицом, најпрепоручљивије је прилагођено писање при којем би се оригинал навео у подбелешкама, у загради, у индексима или се уопште не би ни наводио. Ипак, није забрањено ни писање у изворној латиници усред текста писаног ћирилицом. То се објашњава на следећи начин:
Изузетно се и у ћириличком тесту понеко име може оставити и у изворној латиници. То је, ипак, само изузетан поступак, попут оног кад из стилских разлога у нашем тексту оставимо непреведену страну реч или израз (нпр. лат. sui generis, фр. c'est la vie). На задржавање стране графије каткад је аутор принуђен тиме што није успео да сазна како је треба прочитати и преозвучити. Међу именима уписани су и неки Wuyts и Bayzew, а Wuyts-ово име понавља се и касније.
Из горњег цитата може се увидети основно правило, а то је да се изворна имена пишу сасвим обично унутар српског текста, док по жељи могу бити издвојени курзивом. Такви записи служе као творбене основе, а на њих се додају цртицом одвојени наставци за облик/творбу. Иста правила важе и у латиничком српском тексту, с тим што постоји једна додатна могућност — некоришћење цртице. Иако су од језичког распада престали разлози за употребу овог система, он није забрањен, али га треба примењивати уз опрез. Често постоји потреба за прилагођавањем краја имена или додавањем позиционог ј на изворно и:

## Посебно
Сем изворног записивања страних имена, користи се и својствено прилагођавање. Иако за сваки језик посебно постоје разни начини прераде и чињења имена делом српског језика, постоји и неколико начела која важе у свим случајевима. Прво начело је да правописни пренос најчешће није фонетски. То значи да не треба тежити потпуном опонашању изговора несрпских имена. Напротив, ретки су примери који илуструју потпуно поклапање. Антипримера је, пак, доста — Москва (не Масква према ), Волгоград (не Валгаграт према ), Ромео (не Роумиоу према ), Лајпциг (не Лајпцих према ).
Горњи примерима се долази до закључка да је прилагођено писање фонетско утолико што се сви транскрипти изговарају како су и записани. Ипак, ни то није сасвим тачно, јер у ортоепску норму спада и сливени изговор споја слова дз (као звучни зубни африкат /dz/ⓘ) уместо као два одвојена гласа. То се објашњава постојањем овог гласа у појединим дијалектима, као и тешким раздвојеним изговором овог споја. Иначе, дотични сливени сугласник је звучни парњак у књижевном језику присутног безвучног зубног африката /ts/ⓘ.
Нормативистички се као циљ утемељивања правила наводи постојаност облика свих важнијих имена, како би се поуздано знало како она у српском језику гласе, као и да би се олакшало проналажење особа у азбучним приручницима. Указује се и на важност поштовања ових правила од стране писаца и издавача уџбеника, посебно оних географске грађе, атласа и осталих академских помагала. Исту пажњу би би требало да посвете и новинари, преводиоци књига, филмова и други производа културе. Ипак:
Правила која се утврђују не треба схватити као ретроактивну обавезу и мењати ликове имена која су већ ушла у постојани изражајни обичај, а онда и у стручну и другу литературу. То нпр. значи да не треба мењати имена из кинеског језика типа Пекинг, Сун Јат Сен, Чанг Кај Шек, Куоминтанг или пак из португалског језика Рио де Жанеиро, Васко да Гама, Магелан (па и новије Јанеш) — без обзира на нова правила.
Сем тога, постоје још четири општа транскрипциона упутства:
- треба избегавати уношење склопова тешких и неприродних за изговор; примери су занемаривање аспированих сугласника (Ћингхај уместо Ћхингхаи или Ганди уместо Гандхи), али и пренос шведског -rg према писму (Ингмар Бергман уместо Берјман)
- треба избегавати превелико удаљавање од изворног записа, јер би то отежало и сам транскрипциони поступак, али и сналажење у литератури; тако је ипак боље Москва и Волгоград од Масква и Валгаграт
- правила треба писати и објашњавати тако да их може примењивати широк круг образованих људи
- не треба мењати спонтано настала правила; уз то треба пратити и општа као што је писање ија, ије и ију уместо иа, ие и иу (изузеци су сложенице и име Миа); на крају, иако имена из живих језика не треба прилагођавати, није експлицитно забрањено уобличавање женских имена додавањем наставка -а (Емануела Рива уместо Емануел или Жаклина Боаје уместо Жаклин)

Закључна препорука (тачка 291) чини збирни приказ до тада изречених препорука:
Закључна је препорука свим издавачима да обавежу своје сараднике, а нарочито ауторе и редакторе уџбеника и приручника, на доследно поштовање изложених транскрипционих правила. То је једини начин да се уведе ред и постојаност у писање туђих имена и сузбије хаотична произвољност, која је и досад нанела доста штете српској језичкој култури. За језике који су остали необрађени главно је правило: држати се облика који су ушли у наш изражајни обичај. Никакву измену уобичајених облика, из било којег језика, не треба уводити у јавне текстове док се не верификује у лингвистичким установама и сагласно са Одбором за стандардизацију српског језика.